# Ålands hav

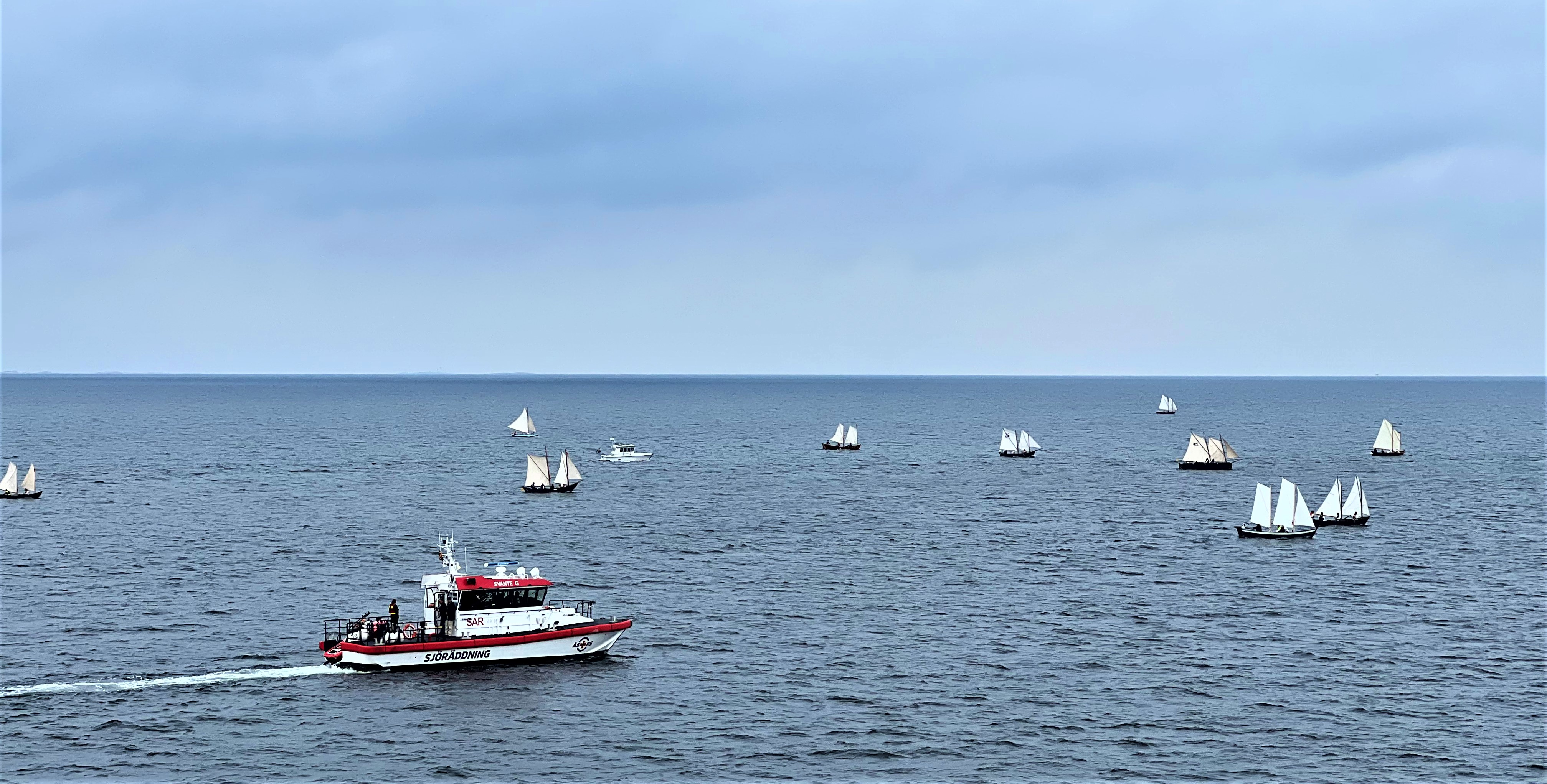
Postrodden över Ålands hav 2022, med det åländska räddningsfartyget Rescue Svante G nederst till vänster

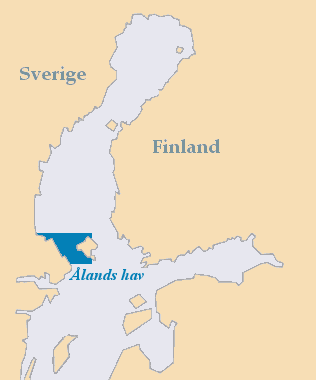
Ålands hav

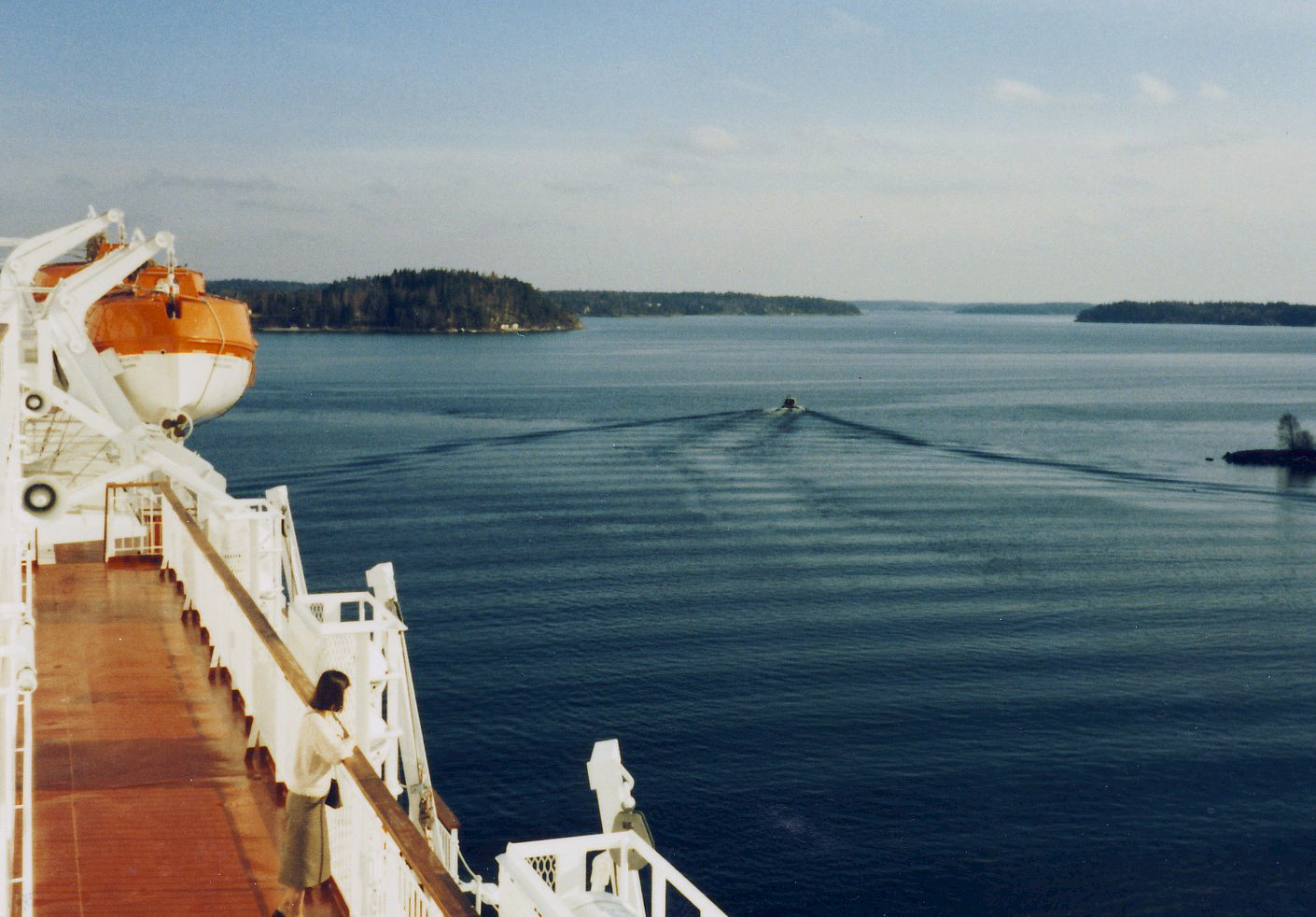
Skärgård vid Ålands hav fotograferat från Birka Princess i april 1986.

Ålands hav är det havsområde i södra Bottniska viken som skiljer Åland från svenska fastlandet i höjd med Uppland, och genom sin nordligaste del Södra Kvarken (eller "Ålands sund" på finska; Ahvenanrauma) förbinder Bottenhavet med Egentliga Östersjön. Ålands havs största djup är 301 meter. Ålands hav har trafikerats sedan 1960-talet (då den första Ålandsfärjan kördes mellan Kapellskär och Mariehamn) av främst färjetrafiken från Kapellskär eller Grisslehamn norr om Stockholm till Åland med vidare färd mot Åbo på finska fastlandet, och omvänt, men ångfartyg började att köras mellan Grisslehamn och Eckerö, för posttransport, redan i november 1870 då Ålands hav utgjorde en del av den så kallade Stora Postvägen. Till minne av de postroddar som tvingades kämpa för livet på det stormiga Ålandshavet, varav många miste livet, arrangeras sedan 1974 den årliga båttävlingen Postrodden längs den gamla postvägens rutt mellan Grisslehamn och Eckerö (och sedan 2003 även en liknande årlig båttävling också kallad Postrodden mellan Åland och Åbo). Ålandsförbindelsen, en fast förbindelse i form av undervattenstunnel för höghastighetsjärnväg, ungefär längs gamla postvägen, har föreslagits i Ålands hav och det öster om Åland belägna Skärgårdshavet, för att konkurrera med färjetrafiken mellan Stockholm, Åland, Åbo och Helsingfors, samt binda samman Stockholm med Kustbanan Åbo–Helsingfors (och i förlängningen en euroasisk höghastighetsjärnväg mellan Peking och Moskva).

### Fotnoter
1. ↑  Lasse Jansson (19 juni 2014). ”Vad hände sen med de gamla färjorna?”. Aftonbladet. http://www.aftonbladet.se/resa/kryssningar/article19078754.ab. Läst 30 januari 2016.